# Zespół Ogilviego
Zespół Ogilviego (ang. Ogilvie syndrome), ostra pseudoniedrożność okrężnicy (acute colonic pseudo-obstruction) – zespół objawów związanych z ostrym rozdęciem jelita grubego przy braku mechanicznej przeszkody powodującej jego niedrożność.
Chorobę opisał po raz pierwszy William Heneage Ogilvie w 1948 roku.

## Epidemiologia i rokowanie
Brak jest danych o częstości występowania zespołu Ogilviego. Stan ten występuje niemal wyłącznie u pacjentów hospitalizowanych bądź przebywających w placówkach opiekuńczych. Śmiertelność wynosi ok. 15%, a w przypadku wystąpienia niedokrwienia bądź perforacji jelita – ok. 40%. Na śmiertelność w przebiegu zespołu Ogilviego mają wpływ takie czynniki, jak ciężkość choroby leżącej u jego podłoża, wiek pacjenta, stopień rozdęcia okrężnicy (którego wskaźnikiem jest szerokość kątnicy zmierzona na zdjęciu przeglądowym) i czas, jaki upływa od rozdęcia jelita do jego odbarczenia.

## Przyczyny
Zespół Ogilviego prawie nigdy nie występuje w odosobnieniu, lecz w ponad 95% przypadków towarzyszy innym ciężkim stanom, takim jak na przykład uraz, zabieg operacyjny (zwłaszcza cięcie cesarskie i operacje stawu biodrowego), zakażenie, niewydolność serca, niewydolność oddechowa, niewydolność nerek, zaburzenia elektrolitowe, zatrucia, choroby nowotworowe czy choroby neurologiczne. Do jego rozwoju mogą też przyczyniać się niektóre leki (między innymi opioidy, benzodiazepiny, antagonisty kanału wapniowego, leki stosowane w chemioterapii, leki przeciwparkinsonowskie). Mechanizm prowadzący do wystąpienia zespołu Ogilviego nie jest dokładnie poznany, ale przypuszczalnie polega on na rozkojarzeniu kontroli autonomicznego układu nerwowego okrężnicy nad jej czynnością ruchową. Za możliwe mechanizmy prowadzące do rozwoju zespołu przyjmuje się między innymi:
- przejściowe upośledzenie przywspółczulnego unerwienia odcinka jelita grubego pomiędzy odbytem, a zgięciem śledzionowym, pochodzącego ze splotu krzyżowego
- nadmierną aktywację współczulnego unerwienia jelita grubego prowadzącą do zahamowania czynności mięśniówki gładkiej
- nadmierną stymulację obwodowych receptorów opioidowych typu μ przez endogenne i egzogenne opioidy

Wynikające z porażenia czynności ruchowej rozdęcie jelita i rozciągnięcie jego ścian uruchamia odruch okrężniczo-okrężniczy, który dalej tę czynność hamuje (mechanizm sprzężenia zwrotnego dodatniego).

## Objawy
Objawy należące do zespołu Ogilviego są identyczne z objawami niedrożności mechanicznej jelita grubego. To co odróżnia obydwa stany, to brak przeszkody mechanicznej dla przechodzenia treści jelitowej w przypadku zespołu Ogilviego, dlatego nazywany jest on pseudoniedrożnością.
Od początku choroby do pełnego rozdęcia jelita mija zwykle 3–5 dni, choć stan ten może rozwinąć się nawet w ciągu 24–48 godzin.
Do typowych objawów zespołu Ogilviego należą:
- znaczne powiększenie obwodu brzucha
- ból brzucha (u 80% pacjentów)
- nudności i wymioty (u 60%)
- zatrzymanie gazów i stolca (u 60%)

Tony perystaltyczne mogą być nieobecne, ściszone, wzmożone lub metaliczne, ich charakter nie ma więc wartości diagnostycznej.

## Rozpoznanie

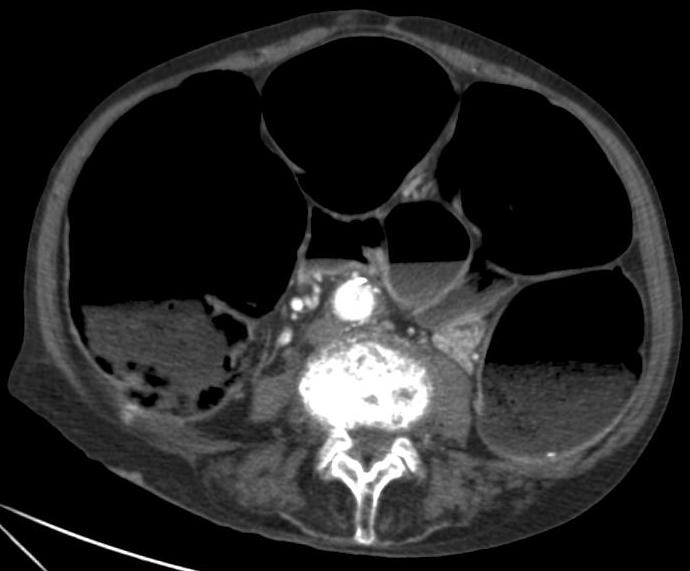
Obraz zespołu Ogilviego w badaniu CT. Widoczne poziomy płynu w znacznie rozdętej okrężnicy.

Rozpoznanie zespołu Ogilviego jest trudne i często opóźnione ze względu na podobieństwo objawów do niedrożności mechanicznej i bardzo częste współistnienie innych, ciężkich chorób pacjenta. Podstawą rozpoznania jest stwierdzenie typowych objawów klinicznych oraz badanie radiologiczne (zdjęcie przeglądowe) wykazujące poszerzenie okrężnicy, często z poziomami płynów. Przy ocenie badania radiologicznego istotne znaczenie ma pomiar szerokości kątnicy ze względu na wybór sposobu dalszego postępowania i znaczenie rokownicze.
W rozpoznaniu różnicowym uwzględnia się niedrożność mechaniczną oraz ostre rozdęcie okrężnicy w przebiegu jej zapalenia rzekomobłoniastego. W przypadku wątpliwości co do przyczyny rozdęcia okrężnicy pomocne może być wykonanie badania tomograficznego lub sigmoidoskopii. Przy ocenie badań zwraca się szczególną uwagę na obecność objawów najgroźniejszych powikłań zespołu Ogilviego, jakimi są niedokrwienie jelita i jego perforacja.

## Leczenie
Największy wpływ na losy pacjenta z zespołem Ogilviego ma stan chorobowy, na podłożu którego doszło do ostrej pseduoniedrożności. Skuteczne leczenie tego stanu przy jednoczesnym leczeniu podtrzymującym prowadzi zwykle do ustąpienia zespołu Ogilviego, często jednak jest niewystarczające i konieczne jest dodatkowe leczenie ukierunkowane na pseudoniedrożność. Ze względu na niedostatek kontrolowanych badań klinicznych przeprowadzonych na odpowiednio dużych grupach pacjentów zalecenia dotyczące specyficznego leczenia zespołu Ogilviego oparte są na opisach przypadków, badaniach retrospektywnych i niekontrolowanych próbach klinicznych. Proponowany jest następujący sposób postępowania (kolejne stopnie leczenia wdrażane są w razie nieskuteczności poprzednio zastosowanych):
- Leczenie podtrzymujące (wyrównanie zaburzeń wodno-elektrolitowych, ograniczenie podawania leków hamujących czynność ruchową okrężnicy, częste zmiany pozycji ciała, odbarczenie jelita przez zgłębnik założony do odbytnicy). Leczenie takie skuteczne jest u 77–96% pacjentów.
- Farmakoterapia (neostygmina). U 72–93% pacjentów leczenie to przynosi trwały efekt[11].
- Endoskopowe odbarczenie jelita (ryzyko perforacji 2–3%[12][13]) z lub bez umieszczenia zgłębnika odbarczającego w prawej części okrężnicy. Około 40% pacjentów wymaga więcej niż jednego zabiegu[14].
- Leczenie chirurgiczne (caecostomia lub, w razie wystąpienia powikłań, zabieg resekcyjny) albo, w przypadku wysokiego ryzyka związanego z takim leczeniem, przezskórna caecostomia. Śmiertelność okołooperacyjna wynosi 30%[15].